# 잔빌 크리거 문리대학
잔빌 크리거 문리대학(The Zanvyl Krieger School of Arts & Sciences)는 메릴랜드주 볼티모어에 위치한 존스 홉킨스 대학교 소속 9개 대학 중 하나이다. 대학교의 홈우드 (Homewood) 캠퍼스에 위치한 문리대는, 인문학, 자연과학 및 사회과학 교육을 제공한다. 프랑스 정부는 미국 대학 중 프랑스어와 문화를 공부하기에 가장 뛰어난 교육 시설 6개를 "Center of Excellence"로 선정하였는데, 크리거 문리대학의 프랑스어학과가 그 중 하나로 선정되기도 하였다. 또한 U.S. News & World Report는 대학의 창작 프로그램인 라이팅 세미나학과(작문, Wirting Seminar)를 전미에서 두 번째로 기록하였다.

## 학부 및 전공
크리거 문리대학의 대부분 학부는 학위수여 과정들을 포함한다.
| - 인류학부 - 생물학부 - 생물물리학부 - 화학부 - 고전문학부 - 인지과학부 - 행성지구과학부 - 경제학부 - 영어학부 - 영화연구 및 매스미디어 과정 - 로망스어학부 - 역사학부 | - 미술사학부 - 과학기술역사학부 - 인문학 센터 - 국제관계학부 - 수학부 - 근동학부 - 철학부 보관됨 2007-04-27 - 웨이백 머신 - 물리천문학부 - 공공정책학 인스티튜드 - 뇌심리학부 - 정치학부 보관됨 2007-02-07 - 웨이백 머신 - 사회학부 - 창작학부 |

## 연구센터
다음 연구센터들은 학부생과 대학원생 모두에게 연구기회를 제공한다.
| - 아프리카학 센터 (Center for Africana Studies) - 교육리소스 센터 (Center for Educational Resources) - 여름학습 센터 (Center for Summer Learning) - 학교조직관리 센터 (Center for the Social Organization of Schools) - 찰스 싱글턴 센터 @ 빌라 스펠만 (Charles S. Singleton Center at the Villa Spelman) - 화학-생물학 인터페이스 과정 (Chemistry-Biology Interface Program) - 국제학 과정 (International Studies Program) - 응용경제학 및 기업 연구소 (Institute for Applied Economics and the Study of Business Enterprise) - 생물물리연구소 (Institute for Biophysical Research) - 세계학연구소 (Institute for Global Studies in Culture, Power & History) | - 생물관계 다중스케일 모델링 연구소 (IMMBI, Institute for Multiscale Modeling of Biological Interactions) - 정책학 연구소 (Institute for Policy Studies) - 양자물성학 연구소 (Institute for Quantum Matter) - 시민사회학 센터 (Center for Civil Society Studies) - 언어교육센터 (Language Teaching Center) - 소재공학센터 (Materials Research Sciences and Engineering Center) - 크리거 마인드-브레인 인스티튜드 (The Krieger Mind-Brain Institute) - 계산분자생물학 과정 (Program in Molecular and Computational Biophysics) - 세포분자, 발생생물학 및 생물물리학 과정 (CMDB, The Program in Cell, Molecular, Developmental Biology, and Biophysics) - 피비 버만 생명윤리 연구소 (Phoebe R. Berman Bioethics Institute) - 미국정부 연구학 워싱턴 센터 (Washington Center for the Study of American Government) |

## 같이 보기
- 존스 홉킨스 대학교